# Coprinus cinnamomeotinctus
Coprinus cinnamomeotinctus är en svampart som beskrevs av P.D. Orton 1988. Coprinus cinnamomeotinctus ingår i släktet Coprinus och familjen Agaricaceae.   Inga underarter finns listade i Catalogue of Life.